# Maumela
Maumela ist ein osttimoresischer Ort im Suco Atudara (Verwaltungsamt Cailaco, Gemeinde Bobonaro). Er liegt im Westen des Nordterritoriums von Atudara, im Westen der Aldeia Biateho, auf einer Meereshöhe von 81 m.
Maumela ist der Hauptort des Sucos Atudara. Hier befinden sich der Sitz des Sucos, eine Grundschule und eine Sendeanlage der Telemor. Die Häuser von Maumela gruppieren sich um die Überlandstraße von Cailacos Hauptort Marko nach Hatolia Vila (Gemeinde Ermera). Der Ort reicht vom Fluss Lesupu im Süden bis zur nächsten kleinen Brücke der Straße im Norden. Nördlich der Brücke liegt das Dorf Banedole, südlich des Lesupus das Dorf Nuapu. In Maumela zweigt eine Straße nach Osten ab zur Siedlung Sabarakalara.